# ذي القودري (العدين)

تعديل مصدري - تعديل

ذي القودري محلة تابعة لقرية سنعات العمارنة، التابعة لعزلة العمارنة بمديرية العدين إحدى مديريات محافظة إب في الجمهورية اليمنية، بلغ تعداد سكانها 71 حسب تعداد اليمن لعام 2004.